# الکس دویشبائف
الکس دویشبائف (قرقیزی: Алекс Дүйшөбаев؛ زادهٔ ۱۷ دسامبر ۱۹۹۲) بازیکن هندبال اهل اسپانیا است.